# Cecilia Coleman
Cecilia Coleman (Long Beach, 1962) is een Amerikaanse jazz-pianiste, componiste en bandleidster die postbop speelt.
Coleman speelt sinds haar vijfde piano, toen ze vijftien was ging ze jazz spelen. In de jaren tachtig studeerde ze jazz bij vibrafonist Charlie Shoemake en klassieke piano bij Allan Giles. In 1990 vormde ze haar eerste groep, een trio met bassist Eric Von Essen en drummer Kendall Kay en kort daarop kwam ze met een eerste album, "Words of Wisdom". In 1993 begon ze een kwintet, met onder meer Kaye en trompettist Steve Huffsteter, waarmee ze enkele jaren actief was en enkele platen opnam, waaronder "Young and Foolish". Ook speelde ze mee op albums van Dan St. Marseille, Henry Franklin, Jeff Benedict en David Sills. Sinds 1998 woont en werkt Coleman in New York, waar ze speelde bij Modern Dance Center of Westchester en composities schreef voor allerlei dansgezelschappen. Ze speelde met de groepen van Benn Clatworthy, Chip White en Chuck Braman en werkte mee aan opnames van een ensemble van het American Jazz Institute, geleid door arrangeur Mark Masters. Daarnaast werkte ze met eigen groepen. Sinds 2010 leidt ze een eigen bigband die haar composities en arrangementen speelt. In 2011 kwam van deze groep een eerste cd uit.

## Discografie
- Words of Wisdom, LAP Records, 1992
- Young and Foolish, Resurgent Music, 1994
- Home, Resurgent Music, 1995
- The Impostor, Talon Records, 1999
- Higher Standards, Interplay Records, 1999
- Kismet & Camelot, CC Music, 2002
- Pearl, Interplay Records, 2006
- Images, Interplay Records, 2006
- Illusion (met Gail Allen), AMJ, 2010
- Now and Then, CC Music, 2009
- Young and Foolish Revisited, Interplay Records, 2010
- Oh Boy, PandaKat, 2011